# Jakob von Zadar

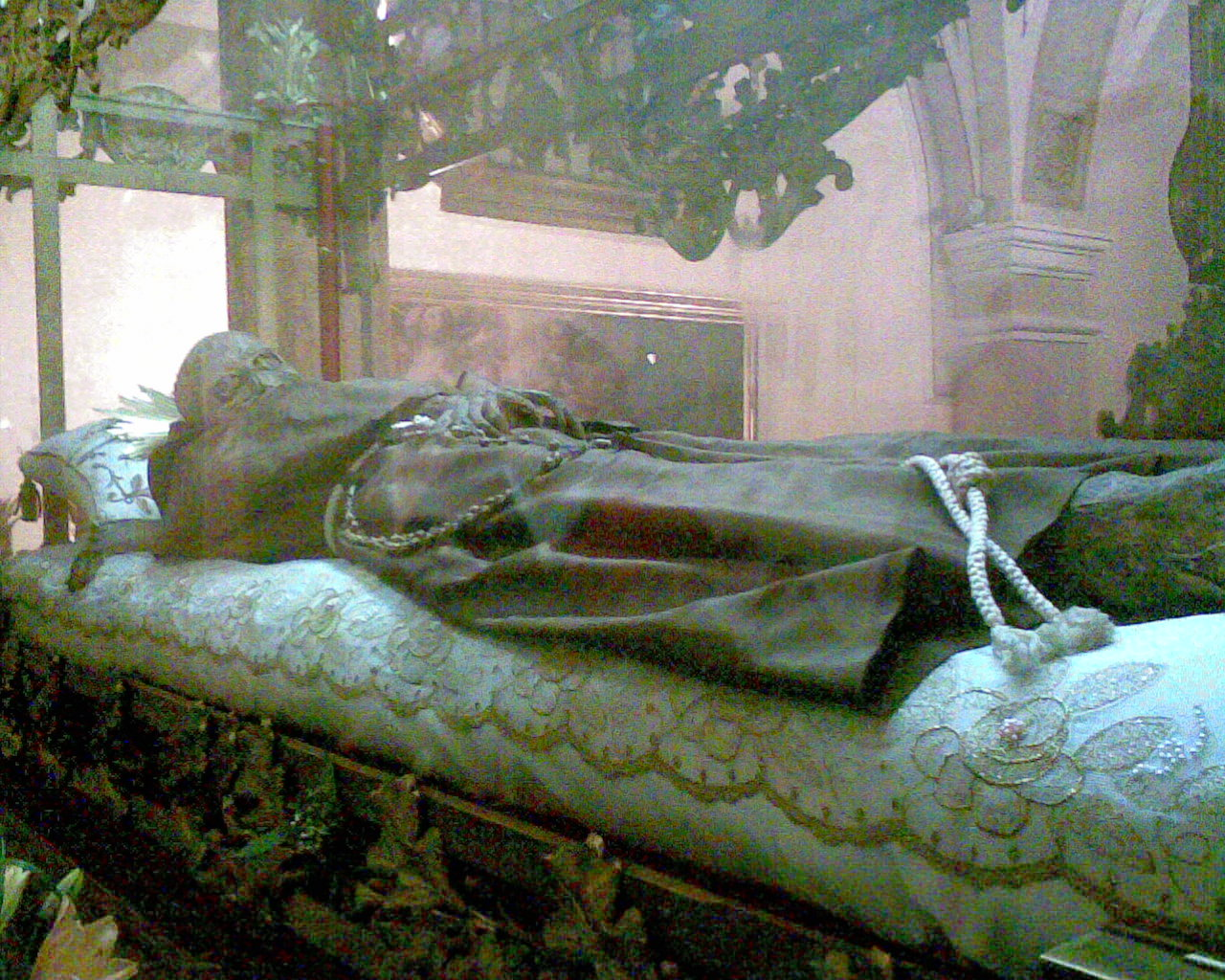
Seine Überreste in Bitetto

Jakob von Zadar (* um 1400 in Zadar, heute Kroatien; † 27. April 1490 in Bitetto bei Bari, heute Italien) war ein Franziskaner.

## Leben
In verschiedenen Dokumenten ist die Namensgebung und Herkunft des seligen Jakob von Zadar verschieden angegeben worden. Die bekanntesten sind: (lat. „Illyricus“) – Illyrer, (ital. „a Jadere di Zara“) – „Jakob von Zadar“, „Dalmate“. In der späteren italienischen Literatur etablierte sich der Name „Beato Giacomo da Bitetto“, zugleich der Ortsname des italienischen Städtchens in der Provinz Bari gelegen. Dort verbrachte der selige Jakob von Zadar die meisten seiner Lebensjahre. Die Biographen sind sich darüber einig, dass der selige Jakob von Zadar kroatischer Herkunft gewesen war. Sein Familienname lautete Varindjec.
Er trat in jungen Jahren in den Franziskanerorden von Zadar ein und blieb bis zu seinem Tode ein Ordensbruder. Als die franziskanischen Generalkapitel eine Zusammenkunft in der italienischen Küstenstadt Bari abhielten, begleitete der selige Jakob von Zadar den Vertreter (Kustos) seines Provinzials. Nach Abschluss des Kapitulartreffens, äußerte Jakob von Zadar den Wunsch dem Franziskanerorden in Bari beizutreten. Bis zu seinem Tod war er in verschiedenen Franziskanerklöstern beheimatet.
Seinen Dienst in der franziskanischen Gemeinschaft leistete er als Koch. Er wurde als sehr fleißig und gottesfürchtig beschrieben. Zugleich war er sehr fromm. Seine Frömmigkeit zeichnete sich durch täglich, langanhaltendes Gebet, Buße und Kontemplation aus. Besonders gottesfürchtig, meditierte er über die Passion Christi. Dabei fiel er viele Male beim Gebet in Ekstase. Seine Frömmigkeit wurde durch die Charismen der Prophezeiung und Wunder, die er wirkte, bestätigt.
Am 27. April 1490 starb der selige Jakob von Zadar in Bitetto bei Bari. Er wurde schon zu Lebzeiten als „Heiliger“ verehrt. Im zu Ehren wurde eine Kapelle errichtet, wo er auch bestattet ist. Papst Clemens XI. genehmigte offiziell im Jahre 1700 seine Verehrung, für den Franziskanerorden. Papst Leo XIII. bewilligte seine Verehrung im Erzbistum Zadar. Die neusten Breviere und Missale der auf dem kroatischen Sprachgebiet ansässigen Franziskanerorden, enthalten liturgische Texte zur Verehrung des seligen Jakob von Zadar.